# Paysafe Group
 (juillet 2023).
Si vous disposez d'ouvrages ou d'articles de référence ou si vous connaissez des sites web de qualité traitant du thème abordé ici, merci de compléter l'article en donnant les références utiles à sa vérifiabilité et en les liant à la section « Notes et références ».
Paysafe Group est une entreprise britannique spécialisée dans le paiement en ligne. Son siège est basé sur l'Île de Man.

## Histoire

### Rachat
En août 2017, Blackstone et CVC Capital Partners annoncent l'acquisition de Paysafe Group pour 3 milliards de livres.